# Moulton (Iowa)
Moulton és una població dels Estats Units a l'estat d'Iowa. Segons el cens del 2000 tenia 658 habitants, 302 habitatges, i 176 famílies. La densitat de població era de 249,1 habitants/km².